# Beyra
Beyra (ook: Bayra, Beira, Beira Ier) is een dorp in de regio Mudug, Somalië. Beyra ligt halverwege Galdogob en Galcaio, op de grens van het district Galdogob en het district Galcaio, in het deel van Mudug dat behoort tot de zelfverklaarde semi-autonome staat Puntland. De afstand tot Galcaio bedraagt ca. 25 km.
Er is een lagere school in Beyra en een weeshuis, de laatste gebouwd met steun van het Internationale Rode Kruis. Beyra valt binnen het mobiele telefonienetwerk van Golis Telecom Somalia.

## Klimaat
Beyra heeft een aride steppeklimaat. De gemiddelde jaartemperatuur is 27,2 °C. April is de warmste maand, gemiddeld 28,7 °C; januari is het koelste, gemiddeld 25,1 °C. De jaarlijkse regenval bedraagt ca. 153 mm. Van december t/m maart en juni t/m september zijn er twee droge seizoenen en valt er vrijwel geen regen. De maanden april/mei en oktober zijn iets natter, maar ook dan valt er weinig neerslag: 33–50 mm per maand.